# Ensigné
Ensigné és un municipi francès situat al departament de Deux-Sèvres i a la regió de la Nova Aquitània. L'any 2007 tenia 272 habitants.

## Demografia

### Població
El 2007 la població de fet d'Ensigné era de 272 persones. Hi havia 120 famílies de les quals 32 eren unipersonals (20 homes vivint sols i 12 dones vivint soles), 36 parelles sense fills, 32 parelles amb fills i 20 famílies monoparentals amb fills.
La població ha evolucionat segons el següent gràfic:
Habitants censats

### Habitatges
El 2007 hi havia 168 habitatges, 121 eren l'habitatge principal de la família, 21 eren segones residències i 26 estaven desocupats. Tots els 161 habitatges eren cases. Dels 121 habitatges principals, 103 estaven ocupats pels seus propietaris, 15 estaven llogats i ocupats pels llogaters i 3 estaven cedits a títol gratuït; 8 tenien dues cambres, 16 en tenien tres, 31 en tenien quatre i 66 en tenien cinc o més. 77 habitatges disposaven pel capbaix d'una plaça de pàrquing. A 49 habitatges hi havia un automòbil i a 61 n'hi havia dos o més.

### Piràmide de població
La piràmide de població per edats i sexe el 2009 era:
| Homes | Edats   | Dones |
| ----- | ------- | ----- |
| 0     | 95 o +  | 0     |
| 0     | 90 a 94 | 0     |
| 8     | 85 a 89 | 12    |
| 0     | 80 a 84 | 4     |
| 12    | 75 a 79 | 8     |
| 4     | 70 a 74 | 8     |
| 12    | 65 a 69 | 16    |
| 12    | 60 a 64 | 0     |
| 0     | 55 a 59 | 0     |
| 4     | 50 a 54 | 4     |
| 8     | 45 a 49 | 0     |
| 28    | 40 a 44 | 8     |
| 4     | 35 a 39 | 16    |
| 4     | 30 a 34 | 4     |
| 16    | 25 a 29 | 8     |
| 4     | 20 a 24 | 12    |
| 12    | 15 a 19 | 4     |
| 8     | 10 a 14 | 4     |
| 8     | 5 a 9   | 4     |
| 8     | 0 a 4   | 8     |

## Economia
El 2007 la població en edat de treballar era de 175 persones, 125 eren actives i 50 eren inactives. De les 125 persones actives 119 estaven ocupades (63 homes i 56 dones) i 6 estaven aturades (1 home i 5 dones). De les 50 persones inactives 18 estaven jubilades, 12 estaven estudiant i 20 estaven classificades com a «altres inactius».

### Ingressos
El 2009 a Ensigné hi havia 118 unitats fiscals que integraven 262,5 persones, la mediana anual d'ingressos fiscals per persona era de 14.711 €.

### Activitats econòmiques
Dels 8 establiments que hi havia el 2007, 1 era d'una empresa de fabricació de material elèctric, 1 d'una empresa de construcció, 2 d'empreses de comerç i reparació d'automòbils, 1 d'una empresa financera, 2 d'empreses de serveis i 1 d'una empresa classificada com a «altres activitats de serveis».
L'únic servei als particulars que hi havia el 2009 era una lampisteria.
L'any 2000 a Ensigné hi havia 27 explotacions agrícoles que ocupaven un total de 948 hectàrees.

## Poblacions més properes
El següent diagrama mostra les poblacions més properes.